# Single Best (川嶋愛專輯)
《SINGLE BEST》是日本的創作歌手川嶋愛在2008年6月4日發售的精選輯。 

## 解說
本作為為了紀念出道五周年，和『COUPLING BEST』一起推出的精選輯。
收錄了到「與你･････」為止所有單曲的A面曲，包含了網路下載限定曲及新曲共收錄二十首曲目至兩張CD。初回限定盤附上了特典DVD。
另外，「天使們的旋律」是為了本作再次錄音的版本，也有其他歌曲被重新編曲過。

## 收錄曲
- 全作詞・作曲：川嶋愛

### 通常盤
Disc1
1. 啟程的早晨（旅立ちの朝）
編曲：ieP
出自第1張單曲。
2. 美人魚（マーメイド）
編曲：長澤孝志
出自第4張單曲。
3. 與你･････（君に･････）
編曲：小澤純
出自第13張單曲。
4. 天使們的旋律（5th Anniversary Ver.）（天使たちのメロディー（5th Anniversary Ver.））
編曲：ieP
出自第1張單曲。重新錄音、編曲也比原曲更為樸素。
5. 一秒的光（Single Best Ver.）（一秒の光（Single Best Ver.））
編曲：渡邊和紀
出自『Piano Songs～路上集2號～』より。唯一一首從專輯收錄的歌曲。
在本作收錄的為大幅重新編曲後的版本。
6. X'mas快到了（もうすぐX'mas）
編曲：長澤孝志
網路付費下載限定曲。從2007年12月12日開始開放下載。
7. compass
編曲：宗本康兵
出自第12張單曲。
8. Dear
編曲：HΛL
出自第8張單曲
9. 再一次的約定（もう一つの約束）
編曲：長澤孝志
出自第10張單曲。
10. 12個的季節～第4個春天～（12個の季節〜4度目の春〜（New Vocal Ver.））
編曲：ieP
出自第2張單曲。歌聲部分為新錄音的版本。

Disc2
1. 「…謝謝...」（「…ありがとう...」）
編曲：ieP
出自第7張單曲。
2. 睜開雙眼（瞳ひらいて）
編曲：宗本康兵
網路付費下載限定曲。從2007年11月28日開始開放下載。
原為提供給Mitsuki的歌曲。此為自唱的版本。
3. 絕望和希望（Single Best Ver.）（絶望と希望）
編曲：陶山隼
出自第6張單曲。重新編曲版本。
4. My Love
編曲：長澤孝志
出自第11張單曲。
5. 525頁（525ページ）
編曲：小澤純
出自第3張單曲。
6. 「再見」「謝謝」～唯一的地方～（「さよなら」「ありがとう」〜たった一つの場所〜）
編曲：ieP
出自第5張單曲。
7. 重要的約定（大切な約束）
編曲：宗本康兵
出自第10張單曲。
8. 看不見的翅膀（見えない翼）
編曲：naoki
出自第9張單曲。
9. 啟程的那一天…（旅立ちの日に…）
編曲：武部聰志
出自第8張單曲
10. 光
編曲：長澤孝志
新錄歌曲。原曲為日本放送廣播節目All Night-NIPPON的企劃中公開的『深夜中的信（真夜中の手紙）』。

### 初回限定盤
CD
- 和通常盤相同

DVD（初回限定盤特典）
1. 原點和軌跡 -2003.8.20~2007.8.20-（原点と軌跡 -2003.8.20~2007.8.20-）
2. 典藏LIVE影像集（蔵出しLIVE映像集）
3. 自我評論（セルフコメンタリー）

## 外部連結
- 川嶋愛『希望人們能相信自己的感性、目標和夢想並前進下去』oricon。（日語）